# 가이엔마에역
가이엔마에역(일본어: 外苑前駅 가이엔마에에키[*]→외원앞역)은 일본 도쿄도 미나토구에 있는 철도역이다.

## 역 구조
상대식 승강장 2면 2선의 지하역.
아오야마 1초메 역 ~ 오모테산도 역간은 아오야마 지하에서 긴자선과 한조몬 선이 병행하고 있지만, 당역에 한조몬 선의 역은 설치되지 않았다.
1999년에 개량공사 완성 후, 벽면에 신궁 외원의 풍경화가 전시되고 있다.

### 승강장
| 1 | 긴자 선 | 시부야 방면                                 |
| 2 | 긴자 선 | 아카사카미쓰케・긴자・우에노・아사쿠사 방면 |

## 역세권 정보
- 메이지 진구 어원
  - 메이지 진구 야구장
  - 국립 가스미가오카 경기장
    - 국립 가스미가오카 육상 경기장
    - 치치부노미야 럭비장

  - 일본 청년관
- 아오야마 공원 기타지구
- 기계산업 기념관
- 도쿄 도립 아오야마 고등학교
- 국학원 고등학교
- 미나토 구립 아오야마 초등학교
- 주일  브라질 대사관
- 아카사카 소방서
- 도쿄 여자 의과 대학 부속병원
- 외원 앞 우체국
- Aoyama M's Tower

## 역사
- 1938년 11월 18일: 도쿄 고속철도(현재의 긴자 선)의 역이 영업 개시, 건설 당시 아오야마 4초메 역으로 명명됨.
- 1939년: 가이엔마에 역(외원 앞역)으로 개명.
- 1999년 10월 8일: 개량공사 완성에 의해 동쪽 개찰구 및 출구 공용 개시.
- 2004년 4월 1일: 도영지하철 민영화.

## 사진

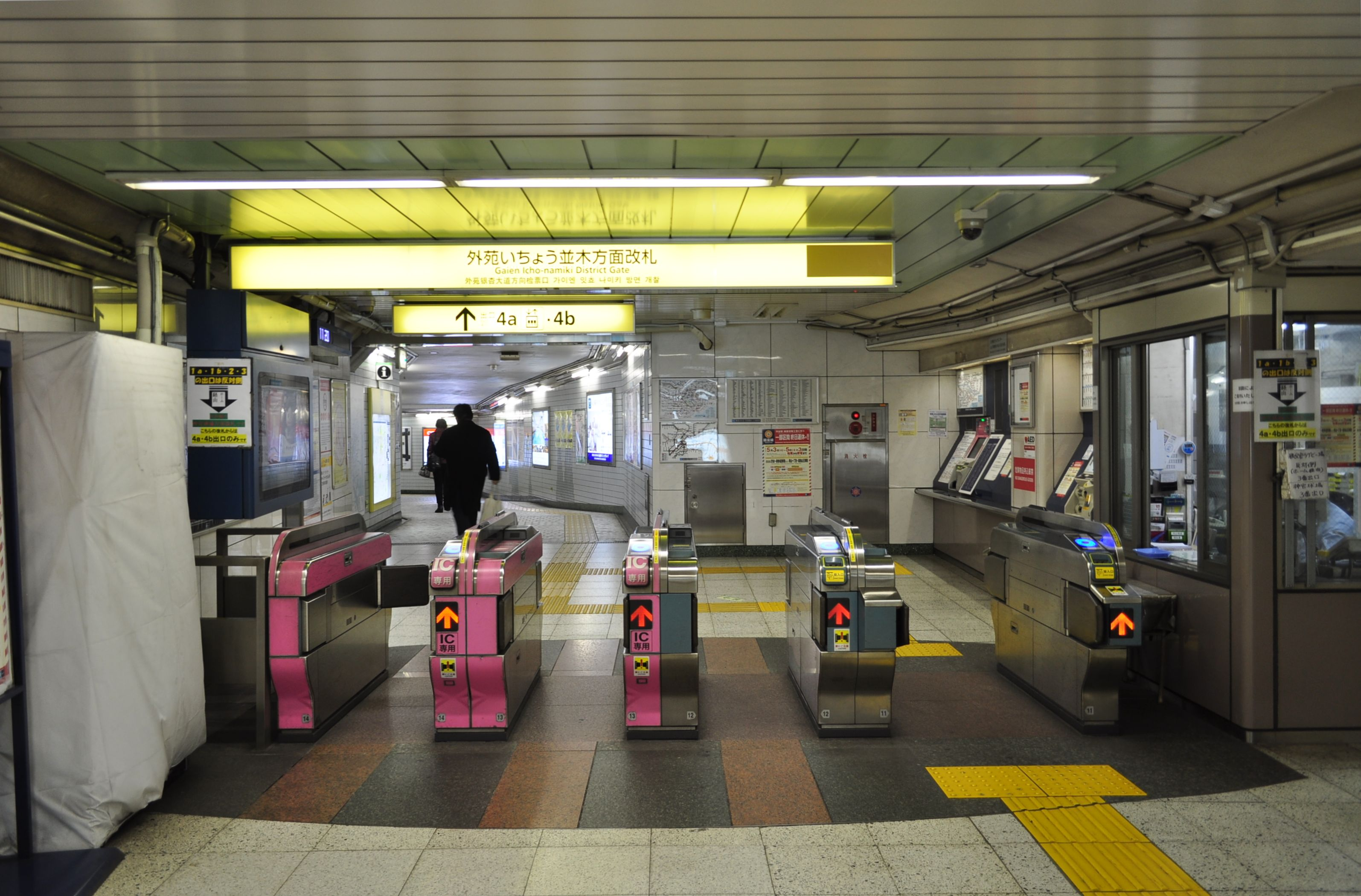
개찰구
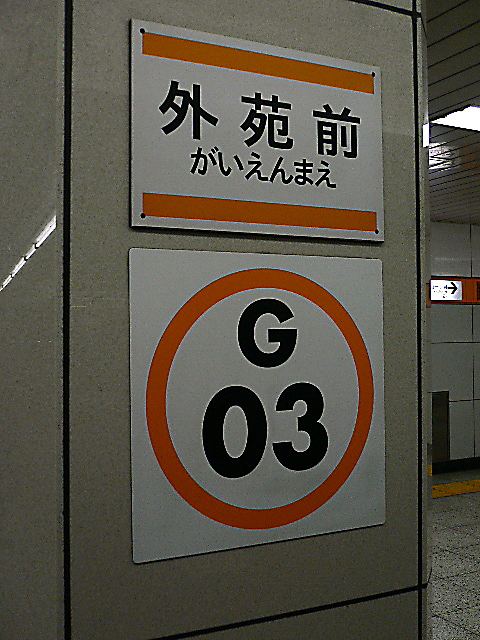
역명판

## 인접역
| 도쿄 메트로 3호선          | 도쿄 메트로 3호선 | 도쿄 메트로 3호선                |
| -------------------------- | ----------------- | -------------------------------- |
| G02 오모테산도 시부야 방면 | 긴자 선           | G04 아오야마 1초메 아사쿠사 방면 |